# جون وليامز (سياسي أسترالي)
جون وليامز (بالإنجليزية: John Williams)‏ هو سياسي بريطاني وأسترالي، ولد في 14 أكتوبر 1926 في المملكة المتحدة، وتوفي في 25 فبراير 1997 في أستراليا. حزبياً، نشط في حزب أستراليا الليبرالي (شعبة أستراليا الغربية).